# Liste der Bischöfe von Saint-Paul-Trois-Châteaux
Die folgenden Personen waren Bischöfe von Saint-Paul-Trois-Châteaux (Frankreich):
- Florent 517–524
- Heraclius 527–541
- Viktor vor 567–583
- Eusebius II. 584–585
- Agricole 614
- Betton 639–654
- Bonifatius II. ca. 839
- Aldebrand
- Pons I. 850–852
- Udalric 1013–1058
- Géraud I. D’Asteri 1060–1085
- Pons de Port 1095–1112
- Aimar Adhémar 1112?–1119
- Pons de Grillon 1134–1136
- Géraud II. 1138–1147
- Guillaume Hugues, † 1179
- Bertrand de Pierrelatte 1179–1206
- Gaucerand 1206–1211
- Geoffroy de Vogüé 1211–1233
- Laurent 1233–1251
- Bertrand de Clansayes 1251–1286
- Benoit 1288–1292
- Guillaume d’Aubenas 1293–1309
- Dragonet de Montauban 1310–1328
- Hugues Aimery 1328–1348
- Guillaume Guitard 1348–1349
- Jean Coci 1349–1364
- Jacques Artaud 1364–1367
- Raimond Geoffroy de Castellane 1367–1378
- Adhémar Fabri 1378–1385 anschließend Bischof von Genf
- Jean de Murol 1385–1388 (Administrator, Kardinal)
- Dieudonné D’Estaing 1388–1411
- Hugues de Theissiac 1411–1448
- Pons de Sade 1444–1445
- Romanet Velheu 1445–1449
- Juan de Segovia 1449–1450
- Étienne Genevès 1450–1473
- Ysembert de Laye 1473–1478
- Astorg Aimery 1478–1480
- Jean de Sirac 1480–1482
- Guillaume Adhémar de Monteil 1482–1516
- Jacques de Vesc 1516 (Elekt)
- Antoine de Lévis 1516–1526 (Haus Lévis)
- Michel D’Arandia 1526–1539
- Jean de Joly 1539–1579
- Thomas Pobel 1579–1582
- Jean-Baptiste Legras 1583
- Antoine Gaume 1585–1598
- Antoine de Cros 1600–1630
- François Adhémar de Monteil 1630–1644 (danach Erzbischof von Arles)
- Jacques Adhémar de Monteil 1645–1657
- Claude Ruffier OCist 1657–1674
- Luc D’Acquin 1674–1680
- Louis-Aube de Roquemartine 1680–1713
- Joseph-Maurel du Chaffaut 1714–1717
- Claude de Simiane de Gordes 1717–1743
- Pierre-François-Xavier de Reboul de Lambert 1743–1791
- Jean Marie du Lau 1791 (Administrator, auch Erzbischof von Arles)
- Pierre Genès Tavernier 1800–1802